# Liparis prianganensis
Liparis prianganensis är en orkidéart som beskrevs av Johannes Jacobus Smith. Liparis prianganensis ingår i släktet gulyxnen, och familjen orkidéer. Inga underarter finns listade i Catalogue of Life.